# Подольск (Томская область)
Подо́льск — село в Бакчарском районе Томской области России. Входит в состав Вавиловского сельского поселения.

## География
Село находится в южной части региона, в пределах Васюганской равнины, на правом берегу реки Бакчар, на расстоянии примерно 24 километров (по прямой) к северо-северо-востоку (NNE) от села Бакчар, административного центра района.
Абсолютная высота — 93 метра над уровнем моря.

### Уличная сеть
Уличная сеть села состоит из четырёх улиц.

## История
Исторический населённый пункт южных селькупов — юрты Сайнаковы-на-Бакчаре, также заимка Сайнакова. В 1911 г.: 3 хозяйства – 2 селькупа и 13 русских.
12 мая 2022 года в селе произошёл крупный пожар, уничтоживший 15 домов. На тот момент в селе было прописано 15 человек, фактически проживал один человек.

## Население
| 1920 | 2002 | 2010 | 2012 | 2013 | 2014 | 2015 |
| ---- | ---- | ---- | ---- | ---- | ---- | ---- |
| 15   | ↗96  | ↘45  | ↘42  | ↘41  | ↘38  | ↘36  |
| 2021 |      |      |      |      |      |      |
| ↘13  |      |      |      |      |      |      |

### Гендерный состав
По данным Всероссийской переписи населения 2010 года в гендерной структуре населения мужчины составляли 60 %, женщины — соответственно 40 %.

### Национальный состав
Согласно результатам переписи 2002 года, в национальной структуре населения русские составляли 97 %.